# Звукохімія
Зву́кохі́мія (англ. sonochemistry) — розділ хімії, що вивчає вплив акустичного поля, зокрема ультразвукового, на перебіг хімічних реакцій у різних середовищах. Найбільш вивченими є звукохімічні реакції у рідині. Предметом звукохімії є також застосування ультразвуку в хімічній технології.